# Травальято
Травальято (італ. Travagliato) — муніципалітет в Італії, у регіоні Ломбардія, провінція Брешія.
Травальято розташоване на відстані близько 450 км на північний захід від Рима, 70 км на схід від Мілана, 12 км на захід від Брешії.
Населення — 13 884 особи (2014).
Щорічний фестиваль відбувається 29 червня. Покровитель — San Pietro.

## Демографія
Населення за роками:

Станом на 1 січня 2023 року в муніципалітеті офіційно проживали 1233 іноземці з 50 країн, серед них 257 громадян країн Євросоюзу та 70 громадян України.

## Міста-побратими
- Бофор-ан-Валле, Франція

## Сусідні муніципалітети
- Берлінго
- Кастеньято
- Каццаго-Сан-Мартіно
- Лограто
- Оспіталетто
- Ронкаделле
- Ровато
- Торболе-Казалья